# Egri László (operaénekes)
Egri László (Debrecen, 1954. június 29. –) magyar bariton operaénekes, színész, énektanár.

## Életpályája
Szülővárosában a Csokonai Vitéz Mihály Gimnáziumban érettségizett 1972-ben. Már korán elkezdte érdekelni a zene világa, 1962–1970 között a debreceni Simonffy Emil Zeneiskola gordonka szakára járt.  Gimnáziumi évei közben 1970–1974-ig a debreceni Kodály Zoltán Zeneművészeti Szakközépiskola ének tanszakának a hallgatója volt.
1972–74-ig a Debreceni Kodály Kórusban énekelt. 1974-ben felvételt nyert  a Liszt Ferenc Zeneművészeti Főiskola, egyetemi tagozat, ének-, majd opera tanszakára, ahol Bende Zsolt operaénekes első növendéke volt.
A Zeneakadémia elvégzése után 1980-ban a Szegedi Nemzeti Színház tagja lett, ahol operaénekesként számos bariton főszerepet játszhatott el, majd igen hamar az operett világa is megtalálta, ahol bonviván szerepeket osztottak rá.
1984–1987 között a szegedi Juhász Gyula Tanárképző Főiskola, Ének-zene Tanszékének tanársegédeként is dolgozott.
1989–1991-ig a Miskolci Nemzeti Színház, majd az 1991–92-es évadban a Pécsi Nemzeti Színház magánénekese lett. Ezután újabb miskolci évek következtek, 1992–99 között ismét a Miskolci Nemzeti Színház magánénekese, később a színház ének tanára 1994–1999-ig.
1999-ben Budapestre költözött, ahol 2008-ig a Honvéd Művészegyüttes magánénekese és ének tanára volt.
2008-tól szellemi szabadfoglalkozású művészként dolgozik, de több független színházban állandó tagként van jelen (Pesti Művész Színház, Fedák Sári Színház).
Pályafutása során vendégszerepelt az ország számos színházában, így a debreceni Csokonai Színházban, Pécsi Nemzeti Színházban, Győri Nemzeti Színházban, az egri Gárdonyi Géza Színházban, valamint a Magyar Állami Operaházban és az Erkel Színházban is. 
Több alkalommal lépett fel külföldön, többek között Németországban, Olaszországban, Ausztriában, Svájcban, Hollandiában, Belgiumban, Szlovéniában, az Amerikai Egyesült Államokban, Kínában és Oroszországban.

## Díjai
- Kodály Zoltán Énekverseny különdíja (Debrecen), 1972
- Nívódíj (Szeged), 1986
- Bartók Béla–Pásztory Ditta díj (Szeged), 1987
- Közönségdíj (Miskolc), 1993, 1996
- Az Év énekese kitüntetés, Honvéd Művészegyüttes, 2000

## Magánélete
1999 óta Solymáron lakik. Nős, 3 gyermek édesapja. Gyermekei: Éva (1977), Simon (1999), Vilmos (2002).[forrás?]

## Fontosabb operaszerepei
- Verdi: A trubadúr (Luna gróf)
- Verdi: Traviata (Georges Germont)
- Verdi: Don Carlos (Posa márki)
- Rossini: A sevillai borbély (Figaro)
- Rossini: Hamupipőke (Dandini)
- Donizetti: Don Pasquale (Malatesta doktor)
- Donizetti: Szerelmi bájital (Belcore)
- Donizetti: Lammermoori Lucia (Lord Ashton)
- Mozart: A varázsfuvola (Papageno)
- Mozart: Cosi van tutte (Guglielmo)
- Puccini: Tosca (Scarpia)
- Puccini: Bohémélet (Marcello)

- Puccini: Manon Lescaut (Lescaut hadnagy)
- Leoncavallo: Bajazzók (Silvio)
- Erkel: Bánk bán (Tiborc)
- Gounod: Faust (Valentin)

## Fontosabb operettszerepei
- Schubert: Három a kislány (Schober báró)
- Kálmán: A csárdáskirálynő (Edwin, Feri bácsi)
- Kálmán: A montmartre-i ibolya (Raoul)
- Kálmán: A cirkuszhercegnő (Mister X.)
- Huszka: Mária főhadnagy (Jancsó Bálint, Draskóczy Ádám)
- Huszka: Lili bárónő (Illésházy László)
- Huszka: Gül baba (Gül baba)
- Huszka: Sissi, a magyar királyné (Latkóczy Ádám)
- Kacsóh: János vitéz (Kukorica Jancsi, Bagó)
- Lehár: A víg özvegy (Danilo)
- Ábrahám: Bál a Savoyban (Faublas márki)
- Fényes: Maya (Charlie)
- Jacobi: Leányvásár (Tom Migles)
- Jacobi: Sybill (Petrov)
- Strauss: A cigánybáró (Zsupán, Homonnay, Carnero)

## Fontosabb filmszerepek
- Milhaud: Szerelmi cselszövések (Geronte)
- Fioravanti: Falusi énekesnők (Carlo)
- Barátok közt televíziós sorozat (Tamás atya, Szaniszló atya)

## Kép és hang
- Donizetti: Don Pasquale – Hadarókettős (Tréfás György, Egri László)
- Oszvald Marika és Egri László duettje Huszka Jenő: Sissi, a magyar királyné c. operettjéből